# Општина Кристешти (Јаши)
Кристешти (рум. Cristeşti) општина је у Румунији у округу Јаши.
Oпштина се налази на надморској висини од 361 m.